# Javier Sánchez Vicario
Javier Sánchez Vicario es un extenista español, miembro de una familia de tenistas, junto a sus hermanos Emilio Sánchez Vicario y Arantxa Sánchez Vicario. Ganó títulos tanto en individuales como, sobre todo, en dobles, donde alcanzó sus mayores éxitos.
Desde su retirada como jugador profesional, dirige Greenset, dedicada a la producción de revestimientos sintéticos para superficies de pista de tenis dura, aplicando así su experiencia en el mundo del tenis. Greenset es la superficie sobre la que se juegan numerosos torneos del circuito profesional de la ATP, incluido las ATP World Tour Finals en el O2 Arena de Londres.
Fue el N.º 1 del mundo en juniors en el año 1986 donde ganó la Copa Mundial de Tenis Juvenil Casablanca en las instalaciones de Club Casablanca Satélite. Actualmente Clubes Casablanca a pesar de ya no contar con este torneo desde 2010 (cuando fue su última versión), sigue siendo un semillero de grandes promesas deportivas y un promotor del deporte nacional.

## Títulos (30)

### Individuales (4)
| Leyenda                |
| Grand Slam (0)         |
| Tennis Masters Cup (0) |
| ATP Masters Series (0) |
| ATP Tour (4)           |

| N.º | Fecha                   | Torneo                  | Superficie    | Oponente en la final               | Resultado      |
| --- | ----------------------- | ----------------------- | ------------- | ---------------------------------- | -------------- |
| 1.  | 13 de noviembre de 1988 | Buenos Aires, Argentina | Tierra batida | Guillermo Pérez-Roldán (Argentina) | 6-2 7-6        |
| 2.  | 18 de junio de 1989     | Bolonia, Italia         | Tierra batida | Franco Davín (Argentina)           | 6-1 6-0        |
| 3.  | 22 de mayo de 1994      | Bolonia, Italia         | Tierra batida | Alberto Berasategui (España)       | 7-6(3) 4-6 6-3 |
| 4.  | 20 de octubre de 1996   | Tel Aviv, Israel        | Dura          | Marcos Ondruska (Sudáfrica)        | 6-4 7-5        |

### Finalista en individuales (8)
- 1987: Madrid (pierde ante Emilio Sánchez Vicario).
- 1989: Sao Paulo (pierde ante Martín Jaite).
- 1991: Umag (pierde ante Dimitri Poliakov).
- 1991: Brasilia (pierde ante Andrés Gómez).
- 1992: Niza (pierde ante Gabriel Markus).
- 1993: Kitzbuhel (pierde ante Thomas Muster).
- 1995: Praga (pierde ante Bohdan Ulihrach).
- 1995: Tel Aviv (pierde ante Jan Kroslak).

### Clasificación en torneos del Grand Slam en individuales
| Torneo             | 2000 | 1999 | 1998 | 1997 | 1996 | 1995 | 1994 | 1993 | 1992 | 1991 | 1990 | 1989 | 1988 | 1987 | 1986 | Títulos |
| ------------------ | ---- | ---- | ---- | ---- | ---- | ---- | ---- | ---- | ---- | ---- | ---- | ---- | ---- | ---- | ---- | ------- |
| Australian Open    | -    | 1r   | 1r   | 1r   | 1r   | 1r   | 1r   | 1r   | 1r   | 1r   | 3r   | -    | -    | -    | -    | 0       |
| Roland Garros      | -    | -    | 1r   | 1r   | 1r   | 2r   | 1r   | 2r   | 1r   | 1r   | 4r   | 1r   | 2r   | 2r   | -    | 0       |
| Wimbledon          | -    | -    | 1r   | 2r   | 1r   | -    | -    | 1r   | 2r   | 2r   | -    | -    | 1r   | 1r   | -    | 0       |
| US Open            | -    | -    | 1r   | 2r   | CF   | 1r   | 1r   | 3r   | 3r   | CF   | 1r   | 2r   | 1r   | 1r   | -    | 0       |
| Tennis Masters Cup | -    | -    | -    | -    | -    | -    | -    | -    | -    | -    | -    | -    | -    | -    | -    | 0       |

### Dobles (26)
| Leyenda                |
| Grand Slam (0)         |
| Tennis Masters Cup (0) |
| ATP Masters Series (2) |
| ATP Tour (24)          |

| N.º | Fecha                    | Torneo                       | Superficie    | Pareja                          | Oponentes en la final                                             | Resultado   |
| --- | ------------------------ | ---------------------------- | ------------- | ------------------------------- | ----------------------------------------------------------------- | ----------- |
| 1.  | 20 de septiembre de 1987 | Madrid, España               | Tierra batida | Carlos di Laura (Perú)          | Sergio Casal (España) / Emilio Sánchez Vicario (España)           | 6-3 3-6 6-4 |
| 2.  | 15 de noviembre de 1987  | São Paulo, Brasil            | Dura          | Gilad Bloom (Israel)            | Tomás Carbonell (España) / Sergio Casal (España)                  | 6-3 6-7 6-4 |
| 3.  | 12 de junio de 1988      | Bolonia, Italia              | Tierra batida | Emilio Sánchez Vicario (España) | Rolf Hertzog (Suiza) / Marc Walder (Suiza)                        | 6-1 7-6     |
| 4.  | 13 de noviembre de 1988  | Buenos Aires, Argentina      | Tierra batida | Carlos Costa (España)           | Eduardo Bengoechea (Argentina) / José Luis Clerc (Argentina)      | 6-3 3-6 6-3 |
| 5.  | 7 de mayo de 1989        | Múnich, Alemania             | Tierra batida | Balazs Taroczy (Hungría)        | Peter Doohan (Australia) / Laurie Warder (Australia)              | 7-6 6-7 7-6 |
| 6.  | 14 de mayo de 1989       | Hamburgo, Alemania           | Tierra batida | Emilio Sánchez Vicario (España) | Boris Becker (Alemania) / Eric Jelen (Alemania)                   | 6-4 6-1     |
| 7.  | 18 de junio de 1989      | Bolonia, Italia              | Tierra batida | Sergio Casal (España)           | Tomas Nydahl (Suecia) / Jorgen Windahl (Suecia)                   | 6-2 6-3     |
| 8.  | 6 de agosto de 1989      | Kitzbühel, Austria           | Tierra batida | Emilio Sánchez Vicario (España) | Petr Korda (Checoslovaquia) / Tomáš Šmíd (Checoslovaquia)         | 7-5 7-6     |
| 9.  | 15 de abril de 1990      | Barcelona, España            | Tierra batida | Andrés Gómez (Ecuador)          | Sergio Casal (España) / Emilio Sánchez Vicario (España)           | 7-6 7-5     |
| 10. | 5 de agosto de 1990      | Kitzbühel, Austria           | Tierra batida | Eric Winogradsky (Francia)      | Francisco Clavet (España) / Horst Skoff (Austria)                 | 7-6 6-2     |
| 11. | 7 de octubre de 1990     | Atenas, Grecia               | Tierra batida | Sergio Casal (España)           | Tom Kempers (Países Bajos) / Richard Krajicek (Países Bajos)      | 6-4 6-3     |
| 12. | 8 de junio de 1991       | Indian Wells, Estados Unidos | Dura          | Jim Courier (Estados Unidos)    | Guy Forget (Francia) / Henri Leconte (Francia)                    | 7-6 3-6 6-3 |
| 13. | 19 de mayo de 1991       | Umag, Yugoslavia             | Tierra batida | Gilad Bloom (Israel)            | Richey Reneberg (Estados Unidos) / David Wheaton (Estados Unidos) | 7-6 2-6 6-1 |
| 14. | 25 de agosto de 1991     | Schenectady, Estados Unidos  | Dura          | Todd Woodbridge (Australia)     | Andrés Gómez (Ecuador) / Emilio Sánchez Vicario (España)          | 3-6 7-6 7-6 |
| 15. | 12 de abril de 1992      | Barcelona, España            | Tierra batida | Andrés Gómez (Ecuador)          | Ivan Lendl (Estados Unidos) / Karel Novacek (República Checa)     | 6-4 6-4     |
| 16. | 18 de abril de 1994      | Niza, Francia                | Tierra batida | Mark Woodforde (Australia)      | Hendrik Jan Davids (Países Bajos) / Piet Norval (Sudáfrica)       | 7-5 6-3     |
| 17. | 9 de octubre de 1994     | Atenas, Grecia               | Tierra batida | Luis Lobo (Argentina)           | Cristian Brandi (Italia) / Federico Mordegan (Italia)             | 5-7 6-1 6-4 |
| 18. | 16 de julio de 1995      | Gstaad, Suiza                | Tierra batida | Luis Lobo (Argentina)           | Arnaud Boetsch (Francia) / Marc Rosset (Suiza)                    | 6-7 7-6 7-6 |
| 19. | 27 de agosto de 1995     | Umag, Croacia                | Tierra batida | Luis Lobo (Argentina)           | David Ekerot (Suecia) / Laszlo Markovits (Hungría)                | 6-4 6-0     |
| 20. | 21 de abril de 1996      | Barcelona, España            | Tierra batida | Luis Lobo (Argentina)           | Neil Broad (Gran Bretaña) / Piet Norval (Sudáfrica)               | 6-1 6-3     |
| 21. | 12 de enero de 1997      | Sídney Outdoor, Australia    | Dura          | Luis Lobo (Argentina)           | Paul Haarhuis (Países Bajos) / Jan Siemerink (Países Bajos)       | 6-4 6-7 6-3 |
| 22. | 9 de marzo de 1997       | Scottsdale, Estados Unidos   | Dura          | Luis Lobo (Argentina)           | Jonas Björkman (Suecia) / Rick Leach (Estados Unidos)             | 6-3 6-3     |
| 23. | 11 de mayo de 1997       | Hamburgo, Alemania           | Tierra batida | Luis Lobo (Argentina)           | Neil Broad (Gran Bretaña) / Piet Norval (Sudáfrica)               | 6-3 7-6     |
| 24. | 28 de septiembre de 1997 | Bucarest, Rumanía            | Tierra batida | Luis Lobo (Argentina)           | Hendrik Jan Davids (Países Bajos) / Daniel Orsanik (Argentina)    | 7-5 7-5     |
| 25. | 30 de agosto de 1998     | Long Island, Estados Unidos  | Dura          | Julián Alonso (España)          | Brandon Coupe (Estados Unidos) / Dave Randall (Estados Unidos)    | 6-4 6-4     |
| 26. | 1 de agosto de 1999      | Umag, Croacia                | Tierra batida | Mariano Puerta (Argentina)      | Massimo Bertolini (Italia) / Cristian Brandi (Italia)             | 3-6 6-2 6-3 |

### Finalista en dobles (18)
- 1987: Bastad (junto a Emilio Sánchez Vicario pierden ante Stefan Edberg y Anders Jarryd).
- 1987: Vienna (junto a Emilio Sánchez Vicario pierden ante Mel Purcell y Tim Wilkison).
- 1988: Sao Paulo (junto a Ricardo Acuña pierden ante Jay Berger y Horacio De la Peña).
- 1989: Bari (junto a Sergio Casal pierden ante Simone Colombo y Claudio Mezzadri).
- 1990: Monte Carlo (junto a Andrés Gómez pierden ante Petr Korda y Tomáš Šmíd).
- 1990: Madrid (junto a Andrés Gómez pierden ante Juan Carlos Baguena y Omar Camporese).
- 1990: Gstaad (junto a Omar Camporese pierden ante Sergio Casal y Emilio Sánchez Vicario).
- 1991: Palermo (junto a Emilio Sánchez Vicario pierden ante Jacco Eltingh y Tom Kempers).
- 1992: Bolonia (junto a Javier Frana pierden ante Luke Jensen y Laurie Warder).
- 1992: Stuttgart Outdoor (junto a Marc Rosset pierden ante Glenn Layendecker y Byron Talbot).
- 1993: Antwerp (junto a Wayne Ferreira pierden ante Grant Connell y Patrick Galbraith).
- 1994: Barcelona (junto a Jim Courier pierden ante Yevgeny Kafelnikov y David Rikl).
- 1994: Roma (junto a Luis Lobo pierden ante Grant Connell y Patrick Galbraith).
- 1995: Auckland (junto a Jim Courier pierden ante Yevgeny Kafelnikov y David Rikl).
- 1995: Scottsdale (junto a Luis Lobo pierden ante Trevor Kronemann y David Macpherson).
- 1995: Monte Carlo (junto a Luis Lobo pierden ante Jacco Eltingh y Paul Haarhuis).
- 1995: Múnich (junto a Luis Lobo pierden ante Trevor Kronemann y David Macpherson).
- 1996: Barcelona (junto a Luis Lobo pierden ante Nicolás Lapentti y Fabrice Santoro).

### Clasificación en torneos del Grand Slam en dobles
| Torneo             | 2000 | 1999 | 1998 | 1997 | 1996 | 1995 | 1994 | 1993 | 1992 | 1991 | 1990 | 1989 | 1988 | 1987 | 1986 | Títulos |
| ------------------ | ---- | ---- | ---- | ---- | ---- | ---- | ---- | ---- | ---- | ---- | ---- | ---- | ---- | ---- | ---- | ------- |
| Australian Open    | -    | 1r   | QF   | 3r   | 2r   | 1r   | 1r   | QF   | 2r   | 1r   | 2r   | -    | -    | -    | -    | 0       |
| Roland Garros      | -    | 3r   | 2r   | 2r   | 3r   | 1r   | 2r   | 2r   | 1r   | 1r   | 1r   | QF   | 1r   | 2r   | -    | 0       |
| Wimbledon          | -    | 1r   | -    | -    | 1r   | -    | -    | -    | -    | 1r   | -    | -    | 1r   | -    | -    | 0       |
| US Open            | -    | 1r   | QF   | 2r   | QF   | 1r   | 1r   | QF   | 1r   | 1r   | 2r   | 3r   | 2r   | 1r   | -    | 0       |
| Tennis Masters Cup | -    | -    | -    | -    | -    | RR   | -    | -    | -    | -    | -    | -    | -    | -    | -    | 0       |